# Sicherer Einschluss
Der sichere Einschluss ist ein Begriff der Kerntechnik und bezieht sich auf eine Variante der Stilllegung kerntechnischer Anlagen.

## Konzept
Für den sicheren Einschluss wird der Bereich des Kernkraftwerks, der die wesentlichen radioaktiven Komponenten (Reaktordruckbehälter (RDB), Dampferzeuger) enthält, in der Regel der Sicherheitsbehälter, nach der Stilllegung in einen stabilen Zustand überführt: die Brennelemente und alle anderen radioaktiven Medien, Kühlmittel, Hilfsstoffe, Gase etc. sowie alle Brandlasten werden entfernt. Anschließend werden alle außerhalb des Bereichs befindlichen radioaktiven Komponenten (z. B. Pumpen, Rohre etc.) in diesen Bereich überführt und das Gebäude z. B. durch Betoneinschluss versiegelt.
In diesem Zustand wird die Anlage bis zum endgültigen Rückbau für eine längere Zeit (in der Regel einige Jahrzehnte) belassen; während dieser Zeit sind nur unwesentliche Instandhaltungsmaßnahmen notwendig.
Ziel dieser Maßnahme ist es, durch ein Abklingen der Radioaktivität der Nuklide mit geringer Halbwertszeit den späteren Abbau der Anlage zu erleichtern und ggf. zwischenzeitliche technische Fortschritte zu nutzen. Die Kosten des Rückbaus fallen erst in der Zukunft an. Andererseits entstehen laufende Kosten der eingeschlossenen Anlage und Mitarbeiter, die mit der Anlage vertraut sind, können mit ihrem Erfahrungswissen ggf. später nicht mehr mitwirken.
Die Alternative zum sicheren Einschluss ist der direkte Abbau ohne Abklingphase. Ein Dauerhafter Sicherer Einschluss (engl. Entombment) ist in Deutschland rechtlich nicht vorgesehen.

## Praxis
In Deutschland wurde der sichere Einschluss als Stilllegungsstrategie bisher selten angewandt. Die Entscheidung, welche Stilllegungsstrategie realisiert werden soll, trifft der Anlagenbetreiber im Rahmen seiner unternehmerischen Verantwortung. Allerdings gibt die Bundesregierung dem direkten Abbau den Vorzug, um zukünftige Generationen nicht unnötig zu belasten.
Der sichere Einschluss wurde von den Betreibern für den Thorium-Hochtemperaturreaktor THTR-300 in Hamm-Uentrop sowie für das Kernkraftwerk Lingen beantragt und genehmigt. Dort endete 2013 die genehmigte Einschlusszeit nach 25 Jahren. Eine Übersicht zum aktuellen Stand der Stilllegung kerntechnischer Anlagen wird jährlich vom Bundesamt für Strahlenschutz herausgegeben.
Eine besondere Bedeutung bekam dieser Begriff bei dem Versuch der Folgen-Eindämmung des Unfalls von Tschernobyl: dort wurden zwei der vier Reaktor-Einheiten in eine mehrteilige Betonhülle gesteckt, die den Namen Sarkophag erhielt. Beim Tschernobyl-Sarkophag handelt es sich allerdings nicht um einen sicheren Einschluss als eine Phase der geordneten Stilllegung einer kerntechnischen Anlage, sondern um eine (vorläufige) Sicherungsmaßnahme nach einem Unfall.

## Kritik
Kernkraftgegner bezeichnen den Begriff sicherer Einschluss als Euphemismus. Aufgrund von vorhandenen Risiken einer Beschädigung der Hülle oder anderweitiger Freisetzung von Radioaktivität sei der Einschluss nicht vollkommen sicher, vgl. Schäden an Betonbauwerken.